# Diospyros blumutensis
Diospyros blumutensis là một loài thực vật có hoa trong họ Thị. Loài này được Ng mô tả khoa học đầu tiên năm 1977.